# Juana Calderón Tapia
María Juana Trinidad Calderón y Tapia (25 de diciembre de 1822 - 1897) fue la esposa de José María Iglesias, quien se desempeñara como presidente de México en 1876.

## Biografía
Juana Calderón Tapia nació en el número 5 de la calle Palma, en la ciudad de Puebla el 25 de diciembre del año de 1822 y fue bautizada el 27 del mismo mes. Fue hija de José María Tomás Ignacio Calderón Garcés (1780 - 1834), Brigadier y Comandante Militar de Puebla que se desempeñó como gobernador del estado de Puebla en varias ocasiones; y su esposa María Josefa de la Luz Tapia Balbuena (1793 -?), originaria de Maravatío y hermana de la madrina de Melchor Ocampo. Juana recibió una buena instrucción, notable para su tiempo. Quedó en la orfandad de padres a muy temprana edad y pasó a vivir con su abuelo materno José Simón Tapia, Capitán de Milicias Provisionales y del regimiento de Pátzcuaro, en cuya hacienda de Pateo, un primo de ésta, Juan Hierro Maldonado, le enseñó a escribir. Su hermano, José María Calderón y Tapia, ingresó al ejército, y más tarde figuró como edecán del presidente Anastasio Bustamante, con quién viajó por Europa durante su exilio; regresó a México hacia 1845.
El futuro presidente de México, general Pedro María Anaya le enseñó francés; lengua que Juana aprendió a leer, escribir y traducir. Muy culta, Juana gustaba de la lectura; leyó historia de México, de Francia, de España y sobre todo poesía. La señora Calderón contrajo matrimonio con José María Iglesias en mayo de 1849 en Querétaro, y su boda fue oficiada por quien luego sería obispo de Tulancingo. Concibieron seis hijos, de los cuales cuatro llegaron a la edad adulta: José María (1850), Carlos (1851), Julia (1853) y Fernando Iglesias Calderón (1856 - 1942). En su matrimonio, la señora Calderón soportó estoicamente separaciones y peligros debido a la carrera política de su esposo, quien al ser nombrado presidente de México, apenas tuvo tiempo de hacerle llegar la noticia a ella cuando ya había sido destituido. El licenciado Iglesias murió en 1891; después de esto Juana se retiró a la vida privada y nunca volvió a salir ni a recibir visitas. Ajena a lujos y tentaciones llevó una vida modesta; la "mujer de aspecto agradable", como sería descrita, murió tranquila y sin preocupaciones en su residencia en el año de 1897.